# Stante pede
Stante pede is een Latijnse uitdrukking (vertaling: op staande  voet) die weergeeft dat iets direct moet gebeuren of is gebeurd. Een Nederlands equivalent is bijvoorbeeld direct of meteen. De vertaling wordt ook in de Nederlandse taal gebruikt: Jan werd stante pede ontslagen / Jan werd op staande voet ontslagen